# RIM-162 ESSM
Tên lửa RIM-162 Evolved SeaSparrow (ESSM) là phiên bản phát triển thêm của tên lửa RIM-7 Sea Sparrow dùng để bảo về tàu chiến khỏi tên lửa đang tấn công hoặc phi cơ. ESSM được thiết kế để chống lại các tên lửa chống hạm siêu thanh tốc độ cao. Tên lửa ESSM có khả năng được "đóng gói" trong hệ thống đẩy thẳng đứng Mk 41 VLS, cho phép đến bốn tên lửa ESSM được đặt trong cùng một bệ phóng.

## Thiết kế

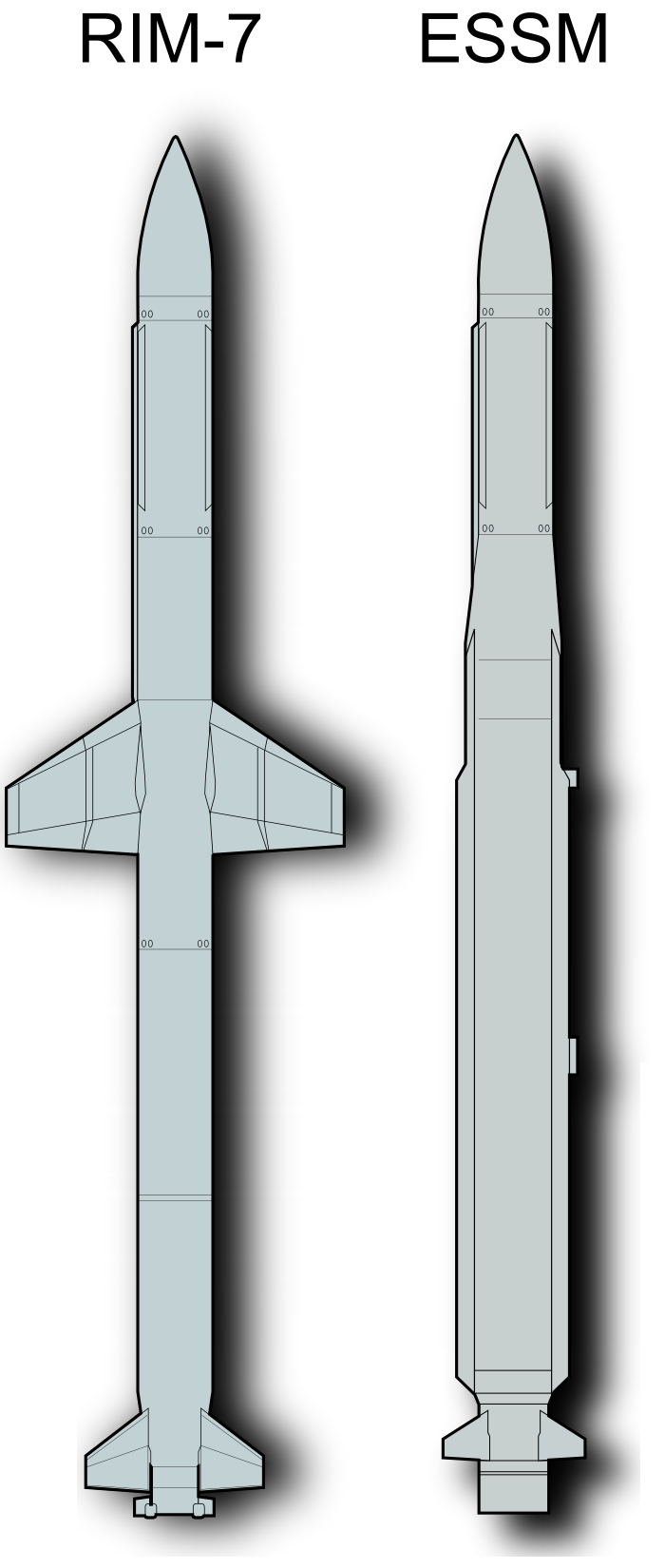
RIM-7 và ESSM

So với tên lửa tiền nhiệm là Sea Sparrow, ESSM có một động cơ tên lửa lớn và mạnh hơn cho phép mở rộng tầm bắn cũng như là tăng tính cơ động, bên cạnh các nâng cấp về khí động học sử dụng các cánh đuôi và phương pháp trượt-để đổi hướng- phương pháp thường được sử dụng bởi tên lửa hoặc máy bay bay với tốc độ cao để chuyển hướng nhanh chóng. Thêm vào đó, ESSM sử dụng công nghệ dẫn đường mới nhất với các phương bản khác nhau cho Hệ thống Chiến đấu Aegis/Radar AN/SPY-1 hay Sewaco/APAR (Radar mảng pha chủ động) hay là phương thức đơn giản là chiếu xạ mục tiêu. Phiên bản nâng cấp ESSM Block II sẽ được đưa vào hoạt động bởi Hải quân Hoa Kỳ vào năm 2020.

## Phương tiện phóng

### Mk 29
Phương tiện phóng đầu tiên được sử dụng cho tên lửa ESSM là Hệ thống Phóng tên lửa dẫn đường Mark 29, Mod. 4 & 5 (Mk 29 GMLS Mod 4 & 5), sau này được phát triển từ những mô hình tiền nhiệm của Mk 29 là Mod 1/2/3 cho tên lửa Sea Sparrow. Ống phóng Mk 29 cho phép tên lửa được lắp sẵn và khả năng phóng đến tám tên lửa trong một súng phóng điều khiển được, khép kín các tên lửa và dễ sử dụng.

### Mk 48
Bên cạnh các hệ thống phóng như Mk 29 GMLS và Mk 41 VLS, hệ thống phóng chủ yếu khác là Mk 48 VLS. Mô-đun 2 khoang làm cho Mk-48 có tính đa năng và cho phép được cài đặt trên tàu ở những nơi mà bình thường không thể được sử dụng. Trọng lượng của Mô-đun 2 khoang của Mk-48 là 1,450 lb (với hộp đựng tên lửa rỗng), 725 lb cho hệ thống xả khí và 800 lb cho giao diện cài đặt trên tàu. Mỗi hộp đựng tên lửa của Mk-48 VLS chứa một tên lửa RIM-7VL Sea Soarriw (Vertical Launch - Phóng thẳng đứng) duy nhất hoặc hai tên lửa RIM-162 ESSM. Dù thế, với chút chỉnh sửa, các tên lửa khác cũng có thể được phóng bằng hệ thống này. Có tổng cộng bốn mô hình trong gia đình Mk 48, với Mod 0 & 1 chứa hoặc là 2 tên lửa RIM-7VL hoặc 4 RIM-162 ESSM. Mod 2 chứa hoặc là 16 tên lửa RIM-7VL hoặc 32 tên lửa RIM-162 ESSM. Mod 0/1/2 thường được nhóm lại với nhau thành một cụm hoặc là Mô-đun 16 khoang cho RIM-7VL hoặc Mô-đun 32 khoang cho RIM-162. Mod 3 được đặt vào Mô-đun Nhiệm vụ StanFlex cho tàu thuộc Hải quân Hoàng gia Đan Mạch và có thể chứa hoặc là 6 tên lửa RIM-7VL hoặc 12 tên lửa RIM-162; người Đan Mạch hiện đang sử dụng loại cuối.

### Ống phóng tên lửa thẳng đứng Mk 48 GMVLS
| Trên sản tàu                                                             |                 |                |                |                                                  |                                                  |                                                  |                                                  |
| Mod #                                                                    | Chiều rộng (cm) | Chiều sâu (cm) | Chiều cao (cm) | Trọng lượng trên sàn tàu (kg) với 16 quả RIM-7VL | Trọng lượng dưới sàn tàu (kg) với 16 quả RIM-7VL | Trọng lượng trên sàn tàu (kg) với 32 quả RIM-162 | Trọng lượng dưới sàn tàu (kg) với 32 quả RIM-162 |
| ------------------------------------------------------------------------ | --------------- | -------------- | -------------- | ------------------------------------------------ | ------------------------------------------------ | ------------------------------------------------ | ------------------------------------------------ |
| Mod 0                                                                    | 228             | 127            | 478            | 15,128                                           | 814                                              | 29,568                                           | 408                                              |
| Mod 1                                                                    | 173             | 132            | 465            | 12,464                                           | 814                                              | 26,020                                           | 408                                              |
| Mod 2                                                                    | 477             | 417            | 474            | ,16,834                                          | 814                                              | 30,482                                           | 408                                              |
| Mod 3                                                                    | 366             | 271            | 473            | 7,272                                            | 476                                              | 11,340                                           | 476                                              |
| Dưới sàn tàu                                                             |                 |                |                |                                                  |                                                  |                                                  |                                                  |
| Hệ thống phóng tên lửa (1 cái mỗi 16 khoang, không cần thiết với Mod 3)  | 61              | 99             | 132            | -                                                | -                                                | -                                                | -                                                |
| Đơn vị Giao diện Điện tử (1 cái mỗi 4 khoang, không cần thiết với Mod 3) | 152             | 34             | 200            | -                                                | -                                                | -                                                | -                                                |
| Kiểm soát phóng (1 cái mỗi 8 khoang, không cần thiết với Mod 3)          | 152             | 34             | 200            | -                                                | -                                                | -                                                | -                                                |
| Kiểm soát phóng ESSM (1 cái mỗi 16 khoang chứa ESSM)                     | 89              | 30             | 178            | -                                                | -                                                | -                                                | -                                                |

### Ống phóng tên lửa thẳng đứng Mk 56 GMVLS
| Số tên lửa                                                 | 4     | 12     | 32     | Hệ thống kiểm soát phóng |
| Chiều rộng (cm)                                            | 173   | 366    | 477    | 94                       |
| Chiều sâu (cm)                                             | 132   | 271    | 417    | 34                       |
| Chiều cao (cm)                                             | 465   | 465    | 465    | 190                      |
| Trọng lượng (kg) mỗi tên lửa                               | 3,464 | 10,200 | 23,859 | -                        |
| Trọng lượng (kg) mỗi hệ thống kiểm soát phóng dưới sàn tàu | 3,714 | 10,450 | 24,359 | 250                      |

## Lịch sử hoạt động
Hoa Kỳ tiến hành một cuộc đánh giá khả năng vận hành vào tháng 7 năm 2002 trên tàu khu trục USS Shoup (DDG-86). Các báo cáo đầu tiên về khả năng vận hành của loại tên lửa này không được viết cho đến lúc sau.
Tháng 10 năm 2003, tại Khu Thử nghiệm Tên lửa Thái Bình Dương của Hải Quân Hoa Kỳ gần Hawaii, khinh hạm của Úc là HMAS Warramunga khai hỏa thành công một tên lửa ESSM. Lần khai hỏa này đánh dấu lần đầu tiên công nghệ dẫn đường CWI được sử dụng.

Tháng 9 năm 2003, khoảng 200 hải lý (370 km) ngoài khơi Azores, khinh hạm HNLMS De Zeven Provinciën thuộc Hải quân Hoàng gia Hà Lan tiến hành một cuộc tập trận, bắn một tên lửa ESSM. Lần bắn này là lần bắn đạn thật đầu tiên có sự tham gia của một Radar Quét Điện tử Chủ động (AESA) cỡ lớn dẫn đường một tên lửa sử dụng phương pháp Chiếu sáng bằng Sóng Cắt quãng Liên tiếp (Interrupted Continuous Wave Illumination - ICWI) trong môi trường hoạt động. Như được đề cập bởi tờ Jane's Navy International:
Trong cuộc thử nghiệm dò và bắn tên lửa, mục tiêu là một Máy bay Tầm trung Cận Siêu thanh Không người lái EADS/3Sigma Iris PVK do Hy Lạp chế tạo. [...] Theo RNLN,... "APAR (Radar Mảng pha Chủ động) ngay lập tức xác định quả tên lửa và tiếp tục dò cho đến khi bị tiêu diệt". [...] Những thử nghiệm mang tính đột phá trên đã trình diễn bằng chứng thép cho sự hữu hiệu của phương pháp ICWI.
Vào tháng 8 năm 2004, một khinh hạm Lớp Sachsen của Hải Quân Đức hoàn thành hàng loạt các cuộc bắn thử nghiệm tên lửa ở Khu thử nghiệm tên lửa tại Mũi Guru, ngoài khơi California bao gồm 11 tên lửa ESSM được phóng. Thử nghiệm bao gồm bắn rơi những mục tiêu là bia bay như là BQM-74E Chukkar III của công ty Northrop Grumman và BQM-34S Firebee I của Teledyne Ryan, cũng như là chống lại mục tiêu là tên lửa như là AQM-37C Beech và tên lửa chống hạm phóng từ trên không Kormoran 1.
Những cuộc bắn đạn thật tiếp theo được thực hiện bởi Khinh Hạm HNLMS De Zeven Provinciën của Hải quân Hoàng gia Hà Lan vào tháng 3 năm 2005, một lần nữa ở biển Đại Tây Dương, cách khoảng 180 hải lý (330 km) về phía tây Azores. Cuộc thử nghiệm bao gồm ba sự kiện (hai trong số đó có liên quan đến tên lửa ESSM) bao gồm bắn thử một tên lửa SM-2 Block IIIA chống lại một mục tiêu không người lái Iris và một lần phóng hai loạt đạn (một loạt bao gồm hai tên lửa SM-2 Block IIA và loạt tiếp theo bao gồm hai tên lửa ESSM) chống lại hai mục tiêu không người lái Iris.
Tất cả tên lửa ESSM phóng từ Khinh hạm lớp De Zeven Provinciën và Khinh hạm lớp Sachsen đều liên quan đến phương pháp "đóng gói" bốn tên lửa ESSM vào chung một khoang phóng của Hệ thống Phóng thẳng đứng Mark 41.
Lượt "giết" đầu tiên được thực hiện bởi một tên lửa RIM-162D từ một bệ phóng trên Hàng Không Mẫu Hạm thuộc Hải Quân Hoa Kỳ trong một đợt tập trận bởi tàu sân bay USS John C. Stennis (CVN-74) vào ngày 7 tháng 10 năm 2008.
Ngày 14 tháng 5 năm 2013, ESSM đánh chặn thành công một mục tiêu siêu thanh bổ nhào từ độ cao lớn, biểu diễn khả năng đánh bại mục tiêu di chuyển với lực G lớn. Không cần bất cứ thay đổi phần mềm nào để chứng tỏ khả năng của tên lửa ESSM.